# Championnat d'Europe féminin de baseball 2019
Le Championnat d'Europe de baseball féminin 2019 est la 1re édition de cette épreuve mettant aux prises les meilleures sélections européennes. La phase finale se tient du 31 juillet au 3 août en France à Rouen. La France remporte cette compétition en battant 5-2 les Pays-Bas en finale, elle se qualifie ainsi à la Coupe du monde de baseball féminin 2020.

## Acteurs du Championnat d'Europe

### Équipes qualifiées
Trois équipes participent à ce championnat : 
- France
- République tchèque
- Pays-Bas.

### Liste des joueuses

#### Effectif français
La sélection des 22 joueuses est annoncée le 8 juillet 2019. Le 30 juillet 2019, la liste est publiée sur le site officiel de la compétition et retire Maelle Pigniard, Charlène Dasilva, Emilie Gomes Torres et Ella Stukas et fait donc passer la liste à 18 joueuses.
| Numéro                                                                     | Nom                | Poste      | Sélections (Pts marqués) | Club                   | Année de 1re sélection |
| -------------------------------------------------------------------------- | ------------------ | ---------- | ------------------------ | ---------------------- | ---------------------- |
| 6                                                                          | Mélissa Mayeux     | L/CI       |                          | Dade Miami College     |                        |
| 8                                                                          | Géraldine Gauzelin | R          |                          | Clapiers-Jacou         |                        |
| 14                                                                         | Camille Foucher    | L/CI       |                          | Caen                   |                        |
| 16                                                                         | Manon Remle        | R          |                          | Sénart                 |                        |
| 17                                                                         | Océane Godeau      | CI         |                          | Montigny-le-Bretonneux |                        |
| 18                                                                         | Léna Sellam        | CI         |                          | Vauréal                |                        |
| 20                                                                         | Nahya Nguyen       | CI         |                          | Thiais                 |                        |
| 24                                                                         | Emma Liminier      | L/CI       |                          | Vitré                  |                        |
| 25                                                                         | Youna Pean         | R          |                          | Limoges                |                        |
| 30                                                                         | Julianne Laporte   | CI         |                          | Dunkerque              |                        |
| 32                                                                         | Manon Delegue      | CI/CE      |                          | Colombes               |                        |
| 33                                                                         | Cassandra Vigneau  | L/CI       |                          | Vallée du Gapeau       |                        |
| 39                                                                         | Manon Marie        | CI/CE      |                          | Évry                   |                        |
| 41                                                                         | Marjorie Brunel    | CI         |                          | Clermont-Ferrand       |                        |
| 42                                                                         | Raina Hunter       | CI/L       |                          | Saint-Raphaël          |                        |
| 44                                                                         | Louise Maillard    | L/CI       |                          | Louviers               |                        |
| 45                                                                         | Rosie Lyard        | L/CI       |                          | Saint-Raphaël          |                        |
| 51                                                                         | Frédérique Noury   | CI         |                          | Évry                   |                        |
|                                                                            |                    |            |                          |                        |                        |
| 48                                                                         | André Lachance     | Manager    |                          |                        |                        |
| 12                                                                         | Lahcene Benhamida  | Entraîneur |                          |                        |                        |
| 62                                                                         | Keino Perez        | Entraîneur |                          |                        |                        |
| 60                                                                         | Dylan Gleeson      | Entraîneur |                          |                        |                        |
| L : Lanceuse ; R : Receveuse ; CI : Champ intérieur ; CE : Champ extérieur |                    |            |                          |                        |                        |

#### Effectif néerlandais
La sélection finale des Pays-Bas est constituée de 20 joueuses et 4 coachs.
| Numéro                                                                     | Nom               | Poste                | Sélections (Pts marqués) | Club | Année de 1re sélection |
| -------------------------------------------------------------------------- | ----------------- | -------------------- | ------------------------ | ---- | ---------------------- |
| 2                                                                          | Anne Geugjes      | CI/CE                |                          |      |                        |
| 3                                                                          | Floor Wessels     | CI/CE                |                          |      |                        |
| 4                                                                          | Loes Asmus        | L                    |                          |      |                        |
| 7                                                                          | Andee Vd Wielen   | CI/CE                |                          |      |                        |
| 8                                                                          | Cherise Stravers  | L                    |                          |      |                        |
| 10                                                                         | Merie Langevoord  | L                    |                          |      |                        |
| 13                                                                         | Esther Maliepaard | CI/CE                |                          |      |                        |
| 14                                                                         | Winke Verdick     | CI/CE                |                          |      |                        |
| 15                                                                         | Sofie Vd Wiel     | CI/CE                |                          |      |                        |
| 16                                                                         | Geertje De Wit    | L                    |                          |      |                        |
| 18                                                                         | Isabelle Markies  | CI/CE                |                          |      |                        |
| 22                                                                         | Ciska Welboren    | L                    |                          |      |                        |
| 24                                                                         | Berber Jansen     | L                    |                          |      |                        |
| 26                                                                         | Simone Willemse   | L                    |                          |      |                        |
| 31                                                                         | Annemiek Koehorst | CI/CE                |                          |      |                        |
| 40                                                                         | Anouk Vergunst    | CI/CE                |                          |      |                        |
| 42                                                                         | Famke Gildemacher | CI/CE                |                          |      |                        |
| 44                                                                         | Kim Schindeler    | CI/CE                |                          |      |                        |
| 49                                                                         | Stephanie Werneri | L                    |                          |      |                        |
| 55                                                                         | Jadee Phelipa     | CI/CE                |                          |      |                        |
|                                                                            |                   |                      |                          |      |                        |
| 41                                                                         | Martin De Koning  | Entraîneur principal |                          |      |                        |
| 21                                                                         | Marc Neville      | Entraîneur           |                          |      |                        |
| 36                                                                         | Kevin Van Veen    | Entraîneur           |                          |      |                        |
| 5                                                                          | Jonathan De Windt | Entraîneur           |                          |      |                        |
| L : Lanceuse ; R : Receveuse ; CI : Champ intérieur ; CE : Champ extérieur |                   |                      |                          |      |                        |

#### Effectif tchèque
La sélection finale de la République tchèque est constituée de 15 joueuses 1 manager et 2 coachs.
| Numéro                                                                     | Nom                  | Poste      | Sélections (Pts marqués) | Club | Année de 1re sélection |
| -------------------------------------------------------------------------- | -------------------- | ---------- | ------------------------ | ---- | ---------------------- |
| 2                                                                          | Vendula Nesvadbova   |            |                          |      |                        |
| 12                                                                         | Eva Ventrubova       |            |                          |      |                        |
| 14                                                                         | Alena Langova        |            |                          |      |                        |
| 16                                                                         | Ivana Malkova        |            |                          |      |                        |
| 18                                                                         | Kristyna Bajerova    |            |                          |      |                        |
| 21                                                                         | Veronika Puciowova   |            |                          |      |                        |
| 23                                                                         | Adela Ondrouskova    |            |                          |      |                        |
| 24                                                                         | Niko Schwarzingerova |            |                          |      |                        |
| 25                                                                         | Tereza Nemeckova     |            |                          |      |                        |
| 26                                                                         | Pavla Miksova        |            |                          |      |                        |
| 30                                                                         | Barbora Kleckova     |            |                          |      |                        |
| 31                                                                         | Ester Hochmanova     |            |                          |      |                        |
| 42                                                                         | Johana Klimuskinova  |            |                          |      |                        |
| 44                                                                         | Denisa Jozsova       |            |                          |      |                        |
| 66                                                                         | Tereza Svingrova     |            |                          |      |                        |
|                                                                            |                      |            |                          |      |                        |
|                                                                            | Jake Rabinowitz      | Manager    |                          |      |                        |
|                                                                            | Scott Mulhearn       | Entraîneur |                          |      |                        |
|                                                                            | Jan Benes            | Entraîneur |                          |      |                        |
| L : Lanceuse ; R : Receveuse ; CI : Champ intérieur ; CE : Champ extérieur |                      |            |                          |      |                        |

### Officiels
Le Championnat est encadré par une équipe de neuf officiels dont quatre arbitres de nationalités différentes.
| Arbitres - William Baudry - Ondřej Beneš - Alessia Cicconi - Rudsel Schoobaar |  | Commission technique - Roderick Balk (déléguer) - Jean-Marie Meurant (commissaire) Marqueurs - Alexandra Defane - Véronique Pouderoux Directeur des scores - Linda Steijger |

## Formule de l'épreuve
La phase finale est constituée d'une seule poule de trois équipe qui s'affrontent chacune deux fois. Ensuite, les deux premières équipes s'affrontent lors d'une finale.

## Phases de groupe

### Poule A
| Pl. | Équipe             | J | V | D | Moy.  |
| --- | ------------------ | - | - | - | ----- |
| 1   | France             | 4 | 4 | 0 | 1,000 |
| 2   | Pays-Bas           | 4 | 2 | 2 | ,500  |
| 3   | République tchèque | 4 | 0 | 4 | ,000  |

| 31 juillet 2019 12:00 Match 1 | Pays-Bas | 3 - 4 Boxscore | France | Terrain Pierre-Rolland, Rouen Affluence: 220 Arbitres: Alessia Cicconi Ondřej Beneš Rudsel Schoobaar |

| 31 juillet 2019 17:00 Match 2 | République tchèque | 7 - 30 Boxscore | France | Terrain Pierre-Rolland, Rouen Affluence: 219 Arbitres: Rudsel Schoobaar Alessia Cicconi Ondřej Beneš |

| 1er août 2019 12:00 Match 3 | Pays-Bas | 21 - 11 Boxscore | République tchèque | Terrain Pierre-Rolland, Rouen Affluence: 85 Arbitres: Alessia Cicconi Rudsel Schoobaar William Baudry |

| 1er août 2019 17:00 Match 4 | France | 15 - 10 Boxscore | Pays-Bas | Terrain Pierre-Rolland, Rouen Affluence: 221 Arbitres: Ondřej Beneš William Baudry Rudsel Schoobaar |

| 2 août 2019 12:00 Match 5 | République tchèque | 4 - 17 Boxscore | Pays-Bas | Terrain Pierre-Rolland, Rouen Affluence: 75 Arbitres: William Baudry Ondřej Beneš Rudsel Schoobaar |

| 2 août 2019 17:00 Match 6 | France | 18 - 12 Boxscore | République tchèque | Terrain Pierre-Rolland, Rouen Affluence: 203 Arbitres: Alessia Cicconi Rudsel Schoobaar Ondřej Beneš |

## Finale
| 3 août 2019 13:00 Match 7 | France | 5 - 2 Boxscore | Pays-Bas | Terrain Pierre-Rolland, Rouen Affluence: 403 Arbitres: Alessia Cicconi Ondřej Beneš Rudsel Schoobaar William Baudry |

## Classement
| Pl. | Sélection          |
| --- | ------------------ |
|     | France             |
|     | Pays-Bas           |
|     | République tchèque |

## Statistiques individuelles
| Statistique                       | Nom                        | Total/Moy. |
| --------------------------------- | -------------------------- | ---------- |
| Moyenne au bâton*                 | Raina Hunter               | ,700       |
| Coups sûrs                        | Anouk Vergunst Léna Sellam | 8          |
| Points                            | Mélissa Mayeux             | 13         |
| Coups de circuit                  |                            | 0          |
| Points produits                   | Anouk Vergunst             | 8          |
| Buts sur balles                   | Mélissa Mayeux             | 8          |
| Retraits sur des prises           | 4 joueuses                 | 3          |
| Buts volés                        | Esther Maliepaard          | 9          |
| Moyenne de présence sur les buts* | Raina Hunter               | ,833       |
| Moyenne de puissance*             | Marjorie Brunel            | ,900       |
| Présence plus puissance*          | Raina Hunter               | 1,633      |

| Statistique                | Nom            | Total/Moy. |
| -------------------------- | -------------- | ---------- |
| Victoires                  | 6 joueuses     | 1          |
| Défaites                   | 6 joueuses     | 1          |
| Sauvetages                 | Mélissa Mayeux | 1          |
| Manches lancées            |                | 0          |
| Coups sûrs concédés        | Loes Asmus     | 8          |
| Points concédés            | 4 joueuses     | 10         |
| Points mérités concédés    | 3 joueuses     | 10         |
| Moyenne de points mérités* |                |            |
| Buts sur balles            | Alena Langova  | 9          |
| Retraits sur des prises    | 5 joueuses     | 5          |